# Осин, Дмитрий Дмитриевич
Осин Дмитрий Дмитриевич (24.08.1906, Смоленск — 1983, Москва) — поэт, прозаик, журналист, переводчик, литературный критик. 

Военные корреспонденты (Слева направо) Дмитрий Осин, Александр Твардовский и Николай Рыленков

## Биография
Родился 24 июля 1906 года в Смоленске.
После школы окончил педагогический техникум и заочное отделение Московского института философии, литературы и истории.
В 1920-е годы возглавлял литературное объединение при молодёжной газете «Юный товарищ». Работал в газетах: "Брянский рабочий", "Ударники полей", "Грозненский рабочий", "Рабочая Самара", "Юный товарищ", "Рабочий путь" и др. Печатался и в журнале «Новый мир».
Начал публиковать свои произведения с 1925 года. В годы войны был военным корреспондентом газеты «Гудок». В 1933 в Смоленске вышел первый сборник его стихов «Соревнование», затем — повесть в стихах «Чёрные годы» (1938), поэма «Катя-Катерина» (1941), «В тот год суровый» (1943) и «У меня на родине» (1946). В 1957 году вышла его книга «За тридцать лет». В 50—60-е гг. Дмитрий Осин пишет рассказы и повести о целине, о людях смоленских колхозов, о заводской жизни. Переводит с белорусского и украинского языков.
Умер в Москве.